# Euxoa tristis
Euxoa tristis là một loài bướm đêm trong họ Noctuidae.